# Damon johnstonii
Espèce
Synonymes
- Titanodamon johnstonii Pocock, 1894
- Damon australis Simon, 1886

Damon johnstonii est une espèce d'amblypyges de la famille des Phrynichidae.

## Distribution
Cette espèce se rencontre au Nigeria, au Cameroun, en Guinée équatoriale, au Gabon, au Congo-Brazzaville et au Congo-Kinshasa.

## Description
Le mâle holotype mesure 32,5 mm.

## Étymologie
Cette espèce est nommée en l'honneur de Henry Hamilton Johnston.

## Publication originale
- Pocock, 1894 : Notes on the Pedipalpi of the family Tarantulidae contained in the collection of the British Museum. Annals and Magazine of Natural History, sér. 6, vol. 14, p. 273-298 (texte intégral).